# Женская сборная Мальты по волейболу
Женская национальная сборная Мальты по волейболу (мальт. Tim nazzjonali volleyball tan-nisa ta 'Malta, англ. Malta women's national volleyball team) — представляет Мальту на международных соревнованиях по волейболу. Управляющей организацией выступает Ассоциация волейбола Мальты (мальт. Assoċjazzjoni volleyball Malta, англ. Malta Volleyball Association).

## История
Ассоциация волейбола Мальты — член ФИВБ и ЕКВ с 1984 года.
В мае 1993 года на Мальте прошли очередные Игры малых государств Европы и в волейбольном турнире этих комплексных соревнований приняла участие и женская сборная хозяев, но её дебютное выступление на официальной международной арене закончилось уже на предварительной стадии. Кроме этого, в 1997—2003 и в 2017 мальтийские волейболистки также участвовали в этих Играх и один раз выиграли медали.
С 1996 года женская сборная Мальты приняла участие в шести чемпионатах малых стран Европы, но лишь раз вошла в число призёров — в 2000 году. Финальная стадия чемпионата 2013 года прошла на Мальте с участием пяти сборных и имела ещё и статус одного из групповых турниров квалификации чемпионата мира и в нём волейболистки Мальты выступили неудачно, не сумев одержать ни одной победы.

## Результаты выступлений и составы

### Чемпионаты мира
Сборная Мальты приняла участие только в одном квалификационном турнире чемпионата мира.
- 2014 — не квалифицировалась

- 2014 (квалификация): Делисия Фарруджа, Аманда Аджус, Таис Гатт, Гертруде Зарб, Мария Демиколи, Линдси Кордина, Даниэла-Мария Бонничи, Сара эль-Гаси, Элисон Борг, Изабель Кутаджар, Аннализ Кассар, Мария Коста. Тренер — Деян Десница.

### Чемпионаты малых стран Европы
| - 1990 — не участвовала - 1992 — не участвовала - 1994 — не участвовала - 1996 — 4-е место - 1998 — ? - 2000 — 3-е место - 2002 — 6-е место - 2004 — не участвовала - 2007 — не участвовала | - 2009 — не квалифицировалась - 2011 — не квалифицировалась - 2013 — 5-е место - 2015 — не квалифицировалась - 2017 — не участвовала - 2019 — не участвовала - 2022 — 5-е место - 2023 — 4-е место - 2024 — не участвовала |

- 2000: Жизель Абела, Кэтрин Аттард, Сандра Бонничи, Тициана Бонничи, Элисон Борг, Сара Курми, Марджо Фалцон, Елена Гагич, Кармен Гаучи, Элен Ланцон, Мелани Мицци, Каролин Шиберрас.
- 2013: Даниэла Мускат, Аманда Аджус, Таис Гатт, Гертруде Зарб, Мария Демиколи, Линдси Кордина, Кэтрин Аттард, Аннализ Кассар, Даниэла-Мария Бонничи, Элисон Борг, Изабель Кутаджар, Делисия Фарруджа, Сара эль-Гаси, Роксетт Каруана, Мария Коста. Тренер — Деян Десница.

### Игры малых государств Европы
| - 1989 — не участвовала - 1991 — не участвовала - 1993 — ? - 1995 — не участвовала - 1997 — ? - 1999 — ? - 2001 — 3-е место - 2003 — 4-е место | - 2005 — не участвовала - 2007 — не участвовала - 2009 — не участвовала - 2011 — не участвовала - 2013 — не участвовала - 2015 — не участвовала - 2017 — 5-е место - 2019 — не участвовала |

## Состав
Сборная Мальты в чемпионате малых стран Европы 2022.
| №  | Имя, фамилия         | Год рождения | Рост | Амплуа      | Клуб              |
| -- | -------------------- | ------------ | ---- | ----------- | ----------------- |
| 1  | Кайли Риоло          | 1998         |      | нападающая  | «Бальцан Флайерс» |
| 2  | Сара эль-Гаси        | 1984         | 164  | связующая   | «Фэлконс» Бормла  |
| 3  | Мариана Заммит-Мунро | 1998         |      | связующая   | «Феникс» Суики    |
| 4  | Тамара Кенковски     | 2001         |      | центральная | «Феникс» Суики    |
| 5  | Софи-Энн Бузутилл    | 2002         |      | нападающая  | «Фэлконс» Бормла  |
| 7  | Мариана Спитери      | 2001         |      | центральная | «Паола Воллей»    |
| 10 | Мария Гатт           | 1996         | 170  | центральная | «Паола Воллей»    |
| 11 | Микаэла Галеа        | 2000         |      | нападающая  | «Фэлконс» Бормла  |
| 13 | Сара Спитери         | 1996         | 175  | центральная | «Фэлконс» Бормла  |
| 14 | Сара Бонничи         | 2000         |      | нападающая  | «Бальцан Флайерс» |
| 16 | Моника Заммит-Мунро  | 2001         |      | либеро      | «Феникс» Суики    |

- Главный тренер —  Бронислав Иванович.
- Тренер — Аналиссе Кассар.